# Isabel de Aragão, Rainha da Germânia
Isabel de Aragão (em alemão:  Elisabeth; Barcelona, 1300 — 12 de julho de 1330) foi uma infanta de Aragão por nascimento e rainha consorte da Germânia pelo seu casamento com Frederico, o Belo.

## Família
Isabel foi a terceira filha e sexta criança nascida do rei Jaime II de Aragão e de sua segunda esposa, Branca de Anjou. Os seus avós paternos eram o rei Pedro III de Aragão e Constança de Hohenstaufen. Os seus avós maternos eram o rei Carlos II de Nápoles e Maria da Hungria.
Ela teve nove irmãos, entre eles: Jaime, marido da infanta Leonor de Castela; o rei Afonso IV de Aragão; Maria, esposa do infante Pedro de Castela; Juan de Aragón y Anjou, arcebispo de Toledo e Patriarca Latino de Alexandria, etc.

## Biografia
Em 1312 ou 1313, em troca de relíquias religiosas de Santa Tecla, localizadas na cidade de Sis, na Armênia, Jaime II arranjou o noivado da filha com o rei Oshin da Armênia. Ele tinha a intenção de colocá-las na Catedral de Tarragona.

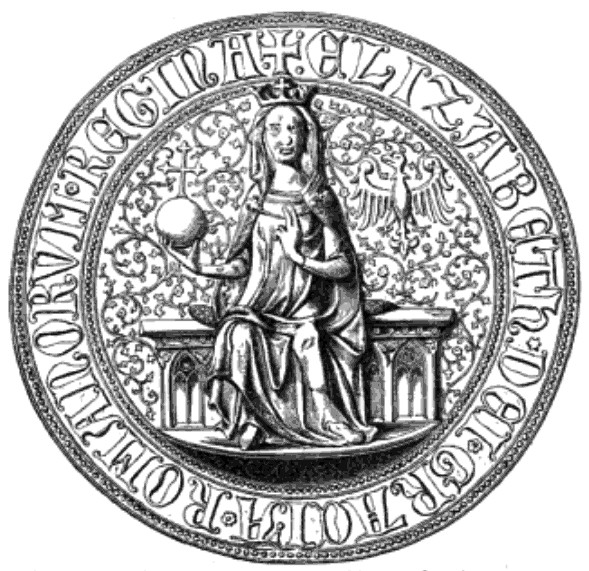
Selo da rainha Isabel.

Contudo, as negociações para as núpcias falharam devido a oposição armênia que se recusava a desenvolver um laço mais forte com os poderes católicos do Ocidente.
Em 1313, a infanta casou-se por procuração com Frederico, então duque da Áustria e Estíria, na cidade de Barcelona, e mais tarde, em janeiro de 1315, se casaram pessoalmente, em Judenburg, na atual Áustria. Ele era filho do rei Alberto I da Germânia e de Isabel de Gorizia-Tirol.
Isabel foi coroada rainha dos Romanos no ano de 1315, em Basileia. De 1315 a 1322, dividiu seu título com Beatriz da Silésia, primeira esposa de Luís IV do Sacro Império Romano-Germânico, e de 1324 a 1330, com Margarida II, Condessa de Hainaut, segunda esposa de Luís IV.
O casal teve três filhos, duas meninas e um menino. Frederico faleceu em 13 de janeiro de 1330, com cerca de 40 anos de idade.
A rainha viúva faleceu no dia 12 de julho de 1330, com aproximadamente 30 anos de idade, e foi sepultada em Minoritenkirche, em Viena.

## Descendência
- Frederico da Áustria (1316 – 1322);
- Isabel da Áustria (1317 – 23 de outubro de 1336), não se casou e nem teve filhos;
- Ana da Áustria (1318 – 14 de dezembro de 1343), primeiro foi esposa do duque Henrique XV da Baviera, e depois foi casada com o conde João Henrique IV de Gorizia. Tornou-se uma freira no Convento de Santa Clara. Sem descendência.